# Campeonato Mundial de Voleibol Feminino de 1967
O Campeonato Mundial de Voleibol Feminino de 1967 foi a quinta edição do torneio organizado pela Federação Internacional de Voleibol (FIVB). Foi realizado em Tóquio, no Japão, de 25 a 29 de janeiro de 1967. Foi a edição que contou com o menor número de participantes (quatro) e também a única na qual nenhuma equipe europeia participou. As japonesas conseguiram aproveitar o fator casa se sagraram bicampeãs de forma invicta e sem perder nenhum set.

## Equipes participantes
O torneio foi marcado pelo boicote das equipes do bloco socialista. Inicialmente, estava programado para ocorrer em 1966 na Alemanha Oriental. Entretanto,por questões administrativas, a FIVB decidiu por mudar a sede para o Peru. Como este país não cumpriu os requisitos de organização, foi substituído posteriormente pelo Japão. Isso fez com que as seleções da Alemanha Oriental e da Coreia do Norte optassem por não participar do torneio. Isto foi seguido por (Tchecoslováquia, China, Hungria, Polônia e União Soviética),deixando apenas na disputa as quatro seleções do então bloco capitalista.
| Grupo A                                         | Grupo B                                             | Grupo C                                    |
| ----------------------------------------------- | --------------------------------------------------- | ------------------------------------------ |
| Coreia do Norte · Checoslováquia · Japão · Peru | Alemanha Oriental · Coreia do Sul · União Soviética | China · Estados Unidos · Hungria · Polônia |

## Fase única
| Data   |                | Placar |                | 1º Set | 2º Set | 3º Set | 4º Set | 5º Set | Total |
| ------ | -------------- | ------ | -------------- | ------ | ------ | ------ | ------ | ------ | ----- |
| 25 jan | Japão          | 3–0    | Peru           | 15–1   | 15–5   | 15–1   |        |        | 45–7  |
| 25 jan | Estados Unidos | 3–1    | Coreia do Sul  | 15–10  | 15–7   | 7–15   | 15–9   |        | 52–41 |
| 27 jan | Estados Unidos | 3–1    | Peru           | 15–3   | 11–15  | 15–9   | 15–13  |        | 56–40 |
| 27 jan | Japão          | 3–0    | Coreia do Sul  | 15–3   | 15–3   | 15–4   |        |        | 45–10 |
| 29 jan | Japão          | 3–0    | Estados Unidos | 15–12  | 15–0   | 15–8   |        |        | 45–20 |
| 29 jan | Coreia do Sul  | 3–0    | Peru           | 15–11  | 15–9   | 15–11  |        |        | 45–31 |

## Classificação
|     |                |     | Jogos | Jogos | Jogos | Resultados | Resultados | Resultados | Resultados | Resultados | Resultados | Sets | Sets | Sets  | Pontos | Pontos | Pontos |
| Pos | Equipe         | Pts | T     | V     | D     | 3–0        | 3–1        | 3–2        | 2–3        | 1–3        | 0–3        | V    | P    | R     | V      | P      | R      |
| --- | -------------- | --- | ----- | ----- | ----- | ---------- | ---------- | ---------- | ---------- | ---------- | ---------- | ---- | ---- | ----- | ------ | ------ | ------ |
| 1   | Japão          | 6   | 3     | 3     | 0     | 3          | 0          | 0          | 0          | 0          | 0          | 9    | 0    | MAX   | 135    | 37     | 3.649  |
| 2   | Estados Unidos | 5   | 3     | 2     | 1     | 0          | 2          | 0          | 0          | 0          | 1          | 6    | 5    | 1.200 | 128    | 126    | 1.016  |
| 3   | Coreia do Sul  | 4   | 3     | 1     | 2     | 1          | 0          | 0          | 0          | 1          | 1          | 4    | 6    | 0.667 | 69     | 128    | 0.539  |
| 4   | Peru           | 3   | 3     | 0     | 3     | 0          | 0          | 0          | 0          | 1          | 2          | 1    | 9    | 0.111 | 78     | 146    | 0.534  |

## Premiação
| Campeonato Mundial de Voleibol Feminino de 1967 |
| Campeão                                         |
| ----------------------------------------------- |
| Japão 2º título                                 |